# Parafontaria tonominea
Parafontaria tonominea är en mångfotingart som först beskrevs av Carl Graf Attems 1899.  Parafontaria tonominea ingår i släktet Parafontaria och familjen Xystodesmidae. Inga underarter finns listade i Catalogue of Life.